# Формалізм (мистецтво)
Формалізм у мистецтві — характерна ознака авангардизму і частково постмодернізму в мистецтві початку XX ст., поняття для характеристики дадаїзму, конструктивізму, кубізму, футуризму, абстракціонізму та ін. течій, що об'єднували митців, котрі надавали особливої уваги формі художнього твору.
Формалізм мав прихильників у більшості країн Європи і Америки в усіх різновидах мистецтва, а отже, і в художній літературі, коли на перший план виводилося самоцінне зображення предметного світу, використання принципів кларизму (акмеїзм), можливостей самовитого слова (футуризм) або потоку свідомості («новий роман») тощо.

## Походження та поширення
Філософською підставою формалізму було вчення Іммануїла Канта про незацікавленість інтересу естетичного сприйняття і судження. Поширенню формалізму сприяло засилля міметичного письма, прагматизму, яке, у свою чергу, зумовлювало прагнення багатьох митців обстоювати чистоту мистецтва, його незалежність від політики, моралі, релігії тощо, хоча деякі з них, наприклад футуристи, не приховували своєї заангажованості ідеологією.

## Літературні спілки
Прихильники формалізму об'єднувалися у спілки (наприклад, ОПОЯЗ), видавали журнали (польський «Рогтізсі»), публікували маніфести («Панфутуризм» М. Семенка; «Маніфест Марінетті і пан футуризм» Ґ. Шкурупія — обидва в журналі «Семафор у майбутнє»).

## В Україні
З другої половини 20-х XX ст. упродовж десятиліть будь-який експеримент щодо форми художніх творів у СРСР догматично трактувався як прояв формалізму, переслідувався, оцінювався з політичних, а не з естетичних позицій.
В Україні були репресовані схильні до художнього експерименту поети М. Семенко, Ґ. Шкурупій, В. Поліщук тощо, інші під тиском «політики партії» перейшли до «соцреалізму».
Увагу до форми твору виявили деякі шістдесятники, і лише у другій половині 80-х поновився рух неоавангардизму з експериментуванням у просторі формотворення. Однак такі тенденції не були новими в історії світового письменства, вони характерні для творчої практики поетів александрійської школи, представників другої софістики, преціозної літератури XVII ст., рококо тощо.